# Něnkovští z Medonos

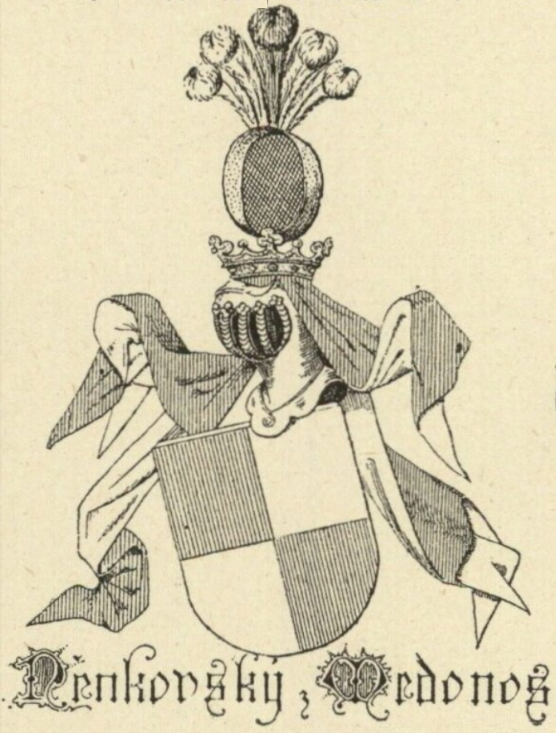
Rodový erb

Něnkovští z Medonos byli český vladycký rod pocházející z Medonos na Kokořínsku. Mikuláš Něnkovský se přiženil na počátku 16. století na tvrz v Jeníkovicích na Pardubicku (tehdy Něnkovice). Jeho potomci tvrz prodali v roce 1561. Byli příbuzní s rody z Újezda a Bosyni z Harasova.
V kostele svatého Prokopa v obci Přepychy jsou pochováni někteří členové rodu. Z nápisů na náhrobcích lze přečíst Jindřicha Něnkovského z Medonos († 1579) a jeho ženu († 1598), ostatní nápisy jsou nečitelné.
Roku 1581 v obci Pohoří se vyskytuje Hendrych Něnkovský z Medonos.
Jejich erbový štít byl červeno-bíle čtvrcený, v klenotu zlaté síto zdobeno pštrosími pery.